# Döme-barlang
A Döme-barlang Magyarország fokozottan védett barlangjai közül az egyik. A Balaton-felvidéki Nemzeti Parkban lévő Balatonedericsen található. 1998-ban fedezték fel. A Keszthelyi-fennsík négy fokozottan védett barlangja közül az egyik, a Csodabogyós-barlang, a Jakucs László-barlang és a Kessler Hubert-barlang mellett. A fennsík ötödik leghosszabb barlangja.

## Leírás
A Keszthelyi-fennsíkon található Szabad-hegy oldalában, Balatonederics külterületén nyílik. A felső triász karni emeletében, edericsi mészkőben jött létre. A barlang falán több helyen tengerililiomok kipreparálódott maradványai figyelhetők meg.

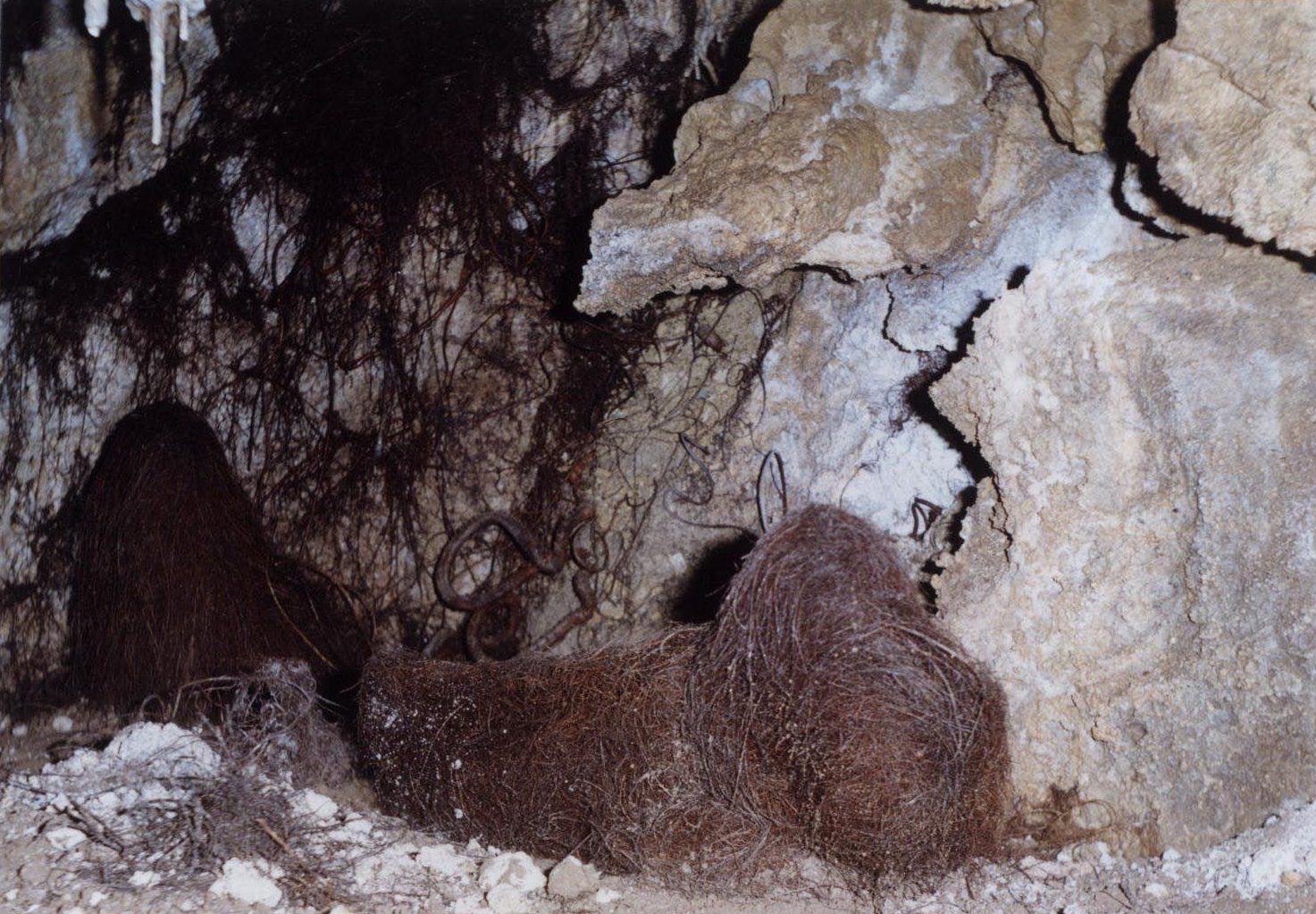
Két jól fejlett gyökérsztalagmit. Előtérben a 29 centiméter magas Snauzer, hátul a 44 centiméter magas Puli

Morfológiailag három szakaszra tagolódnak a járatok. Az első szakasz a felső, a bejárati szakasz része az üregnek, ami 15 méter mélységig tart. A nagyrészt bontással feltárult szakasz jellemzői a leginkább oldódás útján kialakult, üstös formák és a tág barlangterek. Itt találhatók 35–45 centiméter magas gyökérsztalagmitok, amiket Magyarországon először a Döme-barlangban fedeztek fel.
Külön jelentősége a képződményeknek, hogy a világon elsőként ebben a mészkőbarlangban bukkantak rájuk, de más kőzetekben már régebben is ismertek voltak és a molyhos tölgy gyökerének a sztalagmitképző tulajdonságát is itt figyelték meg a világon először. A falakon is megtalálhatók a gyökerek szőnyegszerű fonadékai és a rojtjai. Az újkőkorszaki lengyeli kultúrába sorolható régészeti leletek, például egy 5000–7000 éves kerámiakanál is ebből a részből kerültek elő állatcsontokkal és embercsontokkal együtt.
A második szakasz egy majdnem függőleges járat. A harmadik szakasz csaknem vízszintes és a Pannónia-ág nevet kapta. Az alsó részében a szén-dioxid koncentrációja magas, 4–6% is lehet, ami miatt a bejárása veszélyes. A hőmérséklete magyarországi viszonylatban átlagos, 8,7 és 11,2 °C között változik. A leginkább függőleges kiterjedésű lezárt barlang bejárásához a Balaton-felvidéki Nemzeti Park Igazgatóság engedélyét kell beszerezni és kötéltechnikai eszközök használata is elengedhetetlen.

## Kutatástörténet
A barlangot Mezősi Vilmos és fia Balázs fedezte fel 1998-ban, majd még ebben az évben a Styx Barlangkutató Csoport tagjai tárták fel egy kis mélyedés kibontásával 15 méter mélységig. Az első térképezése Bán Balázs, Bán Tamás és Eszterhás István nevéhez fűződik. 1999-ben hossza 55,6 méter volt. 2001. május 17-től a környezetvédelmi miniszter 13/2001. (V. 9.) KöM rendeletének értelmében a Bakony hegység területén lévő Döme-barlang fokozottan védett barlang. Egyidejűleg a fokozottan védett barlangok körének megállapításáról szóló 1/1982. (III. 15.) OKTH rendelkezés hatályát veszti. 2001 óta fokozottan védett barlang gyökérsztalagmit képződményei, régészeti leletei miatt és azért, mert a magyarországi barlangok között hosszúnak és mélynek számít.
A 2003-ban kiadott Magyarország fokozottan védett barlangjai című könyvben lévő barlangismertetésben az olvasható, hogy 250 m hosszú és 103 m függőleges kiterjedésű. A könyvben található, Egri Csaba és Nyerges Attila által készített hosszúsági lista szerint a Keszthelyi-hegységben lévő és 4440-5 barlangkataszteri számú, 2002-ben 250 m hosszú Döme-barlang Magyarország 83. leghosszabb barlangja 2002-ben. A könyvben található, Egri Csaba és Nyerges Attila által készített mélységi lista szerint a Keszthelyi-hegységben lévő és 4440-5 barlangkataszteri számú, 2002-ben 104 m mély Döme-barlang Magyarország 25. legmélyebb barlangja 2002-ben.
A 2005-ben megjelent Magyar hegyisport és turista enciklopédia című kiadványban önálló szócikke van a barlangnak. A szócikk szerint a Döme-barlang a Keszthelyi-hegységben található fokozottan védett barlang. Balatonederics külterületén, a Szabad-hegy oldalában, 290 m tszf. magasságban helyezkedik el a barlang bejárata. A Styx Barlangkutató Csoport tagjai 1998-ban bontással jutottak be a barlang 15 m mély bejárati szakaszába. 250 m hosszú és 103 m mély a triász edericsi mészkőben létrejött függőleges járatrendszer. Különlegessége, hogy felső részén a molyhos tölgy felszínről benyúló gyökerei a falakon néhány helyen szőnyegszerű fonadékot, rojtokat, illetve az erősebb csepegéseknél a járattalpról felfelé növekvő gyökérfonadékok 35–45 cm magas gyökérsztalagmitokat alkotnak. Molyhos tölgy által létrehozott ilyen gyökérformák nem fordulnak elő a többi mészkőbarlangban. Engedéllyel és kötéltechnikai eszközök alkalmazásával járható.

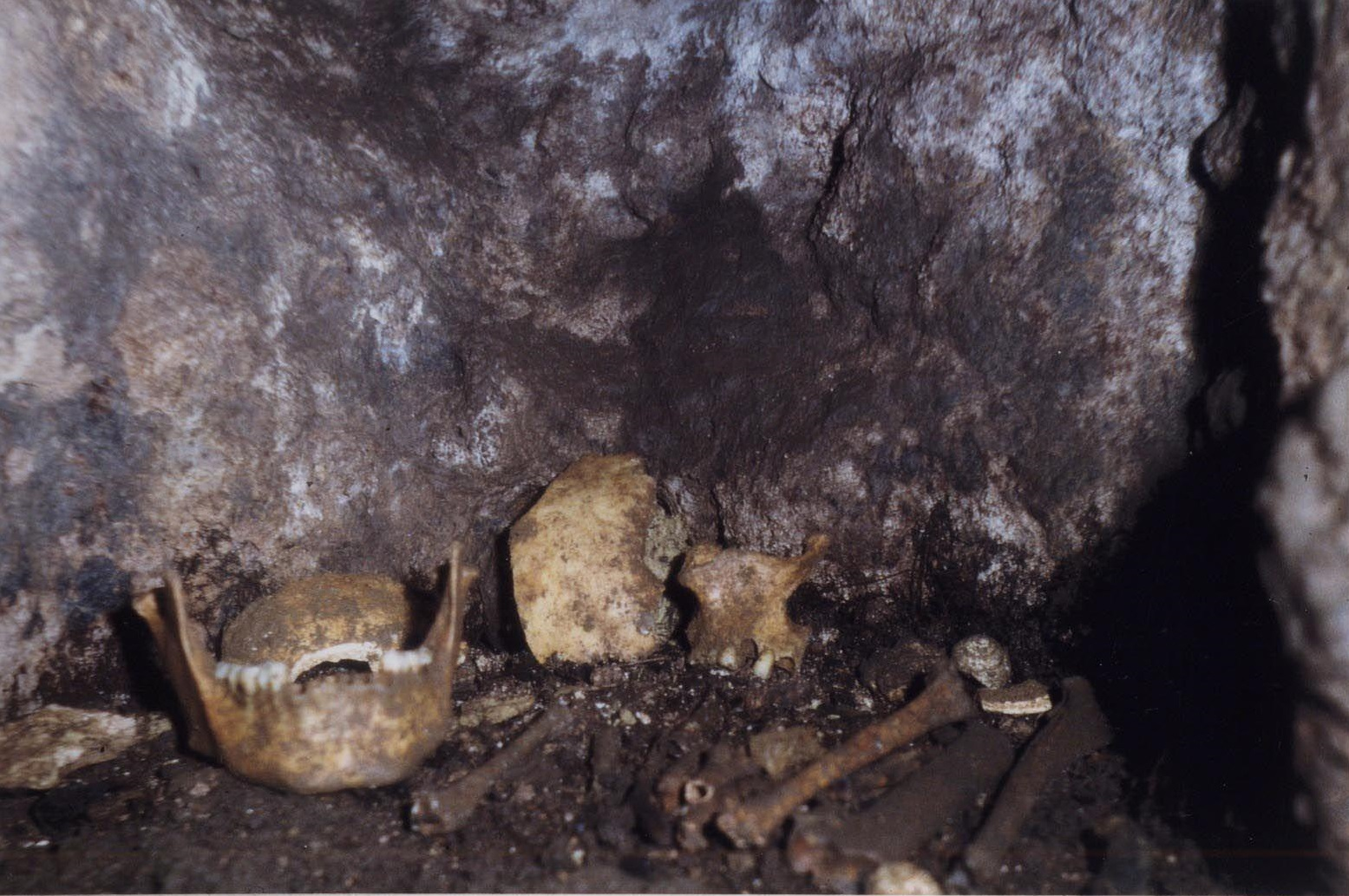
A Döme-barlangban a neolit kor emberének csontjai is előkerültek

2005. szeptember 1-től a környezetvédelmi és vízügyi miniszter 22/2005. (VIII. 31.) KvVM rendelete szerint a Balaton-felvidéki Nemzeti Park Igazgatóság működési területén, a Keszthelyi-hegységben található Döme-barlang a felügyelőség engedélyével látogatható. 2005. szeptember 1-től a környezetvédelmi és vízügyi miniszter 23/2005. (VIII. 31.) KvVM rendelete szerint a Bakony hegységben lévő Döme-barlang fokozottan védett barlang. 2007. március 8-tól a környezetvédelmi és vízügyi miniszter 3/2007. (I. 22.) KvVM rendelete szerint a Balatoni Nemzeti Park Igazgatóság működési területén lévő Keszthelyi-hegységben elhelyezkedő Döme-barlang az igazgatóság engedélyével tekinthető meg. 2013. július 19-től a vidékfejlesztési miniszter 58/2013. (VII. 11.) VM rendelete szerint a Döme-barlang (Keszthelyi-hegység, Balaton-felvidéki Nemzeti Park Igazgatóság működési területe) az igazgatóság hozzájárulásával látogatható.
2013. augusztus 12-től a belügyminiszter 43/2013. (VIII. 9.) BM rendelete szerint a Veszprém megyei, balatonedericsi, 4440-5 barlangkataszteri számú és 22765 lelőhely-azonosítójú Döme-barlang régészeti szempontból jelentős barlangnak minősül. Legújabb barlangtérképe 2014-ben készült el a Balaton-felvidéki Nemzeti Park megbízásából. A felmérők Polacsek Zsolt, John Szilárd, Mihalik Zoltán és Vendégh Mátyás, a szerkesztők Polacsek Zsolt és Ba Julianna voltak. 2015. november 3-tól a földművelésügyi miniszter 66/2015. (X. 26.) FM rendelete szerint a Döme-barlang (Bakony hegység) fokozottan védett barlang. 2021. május 10-től az agrárminiszter 17/2021. (IV. 9.) AM rendelete szerint a Döme-barlang (Keszthelyi-hegység, Balaton-felvidéki Nemzeti Park Igazgatóság működési területe) az igazgatóság engedélyével látogatható. A 13/1998. (V. 6.) KTM rendelet egyidejűleg hatályát veszti.